# The Saints
A The Saints nevű ausztrál együttes 1974-ben alakult meg a Queensland állambeli Brisbane-ben. Punk rock zenekarként kezdték karrierjüket, ám az évek alatt sokat változott a zenei stílusuk, hiszen a kommerszebb, könnyedebb alternatív rock, rock és popzene műfajokra váltottak. Ez a stílusváltást sok rajongó ellenezte. Ennek ellenére a zenekar egészen a mai napig aktív. A hetvenes években olyan nagy nevekkel emlegették egy lapon őket, mint a Ramones, a Clash vagy a Sex Pistols. Általában az 1980-ig tartó korszakot tartják a Saints legjobb korszakának, hiszen ekkor még punkzenét játszottak. A nyolcvanas évektől kezdődő munkásságuk viszont alaposan megosztotta a rajongótábort és a közönséget, ugyanis nem értették, miért kellett a zenekarnak a közönség-kiszolgálóbb irányba fordulni. Ennek ellenére új rajongóik is akadnak, akik az együttes kommerszebb munkáiért rajonganak.
Eternally Yours című albumuk szerepel az 1001 lemez, amelyet hallanod kell, mielőtt meghalsz című könyvben. Chris Bailey 2022-es halálával az együttes feloszlott.

## Tagok
- Chris Bailey - ének (1974-), gitár (1980-2012, 2016-), basszusgitár (2012-2016) 2022-ben elhunyt.
- Davey Lane - gitár (2016-2022)
- Pat Bourke - basszusgitár (2016-2022)

## Diszkográfia
- (I'm) Stranded (1977)
- Eternally Yours (1978)
- Prehistoric Sounds (1978)
- The Monkey Puzzle (1981)
- I Thought this was Love, But This Ain't Casablanca (1982) (Out in the Jungle...Where Things Ain't So Pleasant címen is kiadták)
- A Little Madness to Be Free (1984)
- All Fools Day (1986)
- Prodigal Son (1988)
- Howling (1997)
- Everybody Knows the Monkey (1998)
- Spit the Blues Out (2002)
- Nothing is Straight in My House (2005)
- Imperious Delirium (2006)
- King of the Sun (2012)